# Ольтрона-ди-Сан-Маметте
Ольтрона-ди-Сан-Маметте (итал. Oltrona di San Mamette) — коммуна в Италии, располагается в регионе Ломбардия, подчиняется административному центру Комо.
Население составляет 2097 человек, плотность населения составляет 1049 чел./км². Занимает площадь 2 км². Почтовый индекс — 22070. Телефонный код — 031.
Покровителем коммуны почитается Иоанн Креститель, празднование 29 августа.